# Анаис Шевалије
Анаис Шевалије (фр. Anaïs Chevalier; Сен Мартен д'Ер, 12. фебруар 1993) француска је биатлонка.
На Олимпијским играма дебитује у Сочију 2014. У потери је заузела 44. место, а у спринту 47. На Олимпијским играма у Пјонгчангу 2018. освојила је бронзану медаљу са женском штафетом. У спринту је заузела шеснаесто место, у потери двадесет четврто, у појединачном двадесет осмо и у масовном старту двадесет девето.
На Светском првенству 2017. освојила је бронзу у спринту. Са женском штафетом има сребро из 2016. и бронзу 2017, а 2017. је освојила и сребро са мешовитом штафетом.